# Mario Mihai
Mario Mihai (sinh ngày 16 tháng 2 năm 1999 ở Bucharest) là một cầu thủ bóng đá người România thi đấu ở vị trí tiền vệ cho Academica Clinceni, theo dạng cho mượn từ Steaua București.

## Thống kê sự nghiệp

### Câu lạc bộ
| Club                      | Mùa giải            | League  | League    | Cup     | Cup       | Cúp Liên đoàn | Cúp Liên đoàn | Châu Âu | Châu Âu   | Khác    | Khác      | Tổng cộng | Tổng cộng | Tổng cộng |
| Club                      | Mùa giải            | Số trận | Bàn thắng | Số trận | Bàn thắng | Số trận       | Bàn thắng     | Số trận | Bàn thắng | Số trận | Bàn thắng | Số trận   | Bàn thắng |           |
| ------------------------- | ------------------- | ------- | --------- | ------- | --------- | ------------- | ------------- | ------- | --------- | ------- | --------- | --------- | --------- | --------- |
| Steaua București          | 2016–17             | 1       | 0         | 0       | 0         | 0             | 0             | 0       | 0         | –       | –         | 1         | 0         |           |
| Steaua București          | 2017–18             | 0       | 0         | 2       | 0         | –             | –             | –       | –         | –       | –         | 2         | 0         |           |
| Tổng cộng                 | Tổng cộng           | 1       | 0         | 2       | 0         | 0             | 0             | 0       | 0         | –       | –         | 3         | 0         |           |
| Steaua II București       | 2016–17             | 24      | 1         | –       | –         | –             | –             | –       | –         | –       | –         | 24        | 1         |           |
| Steaua II București       | 2017–18             | 10      | 6         | –       | –         | –             | –             | –       | –         | –       | –         | 10        | 6         |           |
| Tổng cộng                 | Tổng cộng           | 34      | 7         | –       | –         | –             | –             | –       | –         | –       | –         | 34        | 7         |           |
| Academica Clinceni (loan) | 2017–18             | 6       | 0         | 0       | 0         | –             | –             | –       | –         | –       | –         | 6         | 0         |           |
| Tổng cộng                 | Tổng cộng           | 6       | 0         | 0       | 0         | –             | –             | –       | –         | –       | –         | 6         | 0         |           |
| Tổng cộng sự nghiệp       | Tổng cộng sự nghiệp | 41      | 7         | 2       | 0         | 0             | 0             | 0       | 0         | –       | –         | 43        | 7         |           |

Thống kê chính xác đến trận đấu diễn ra ngày 2 tháng 6, 2018